# Deutsch-Atlantische Telegraphengesellschaft

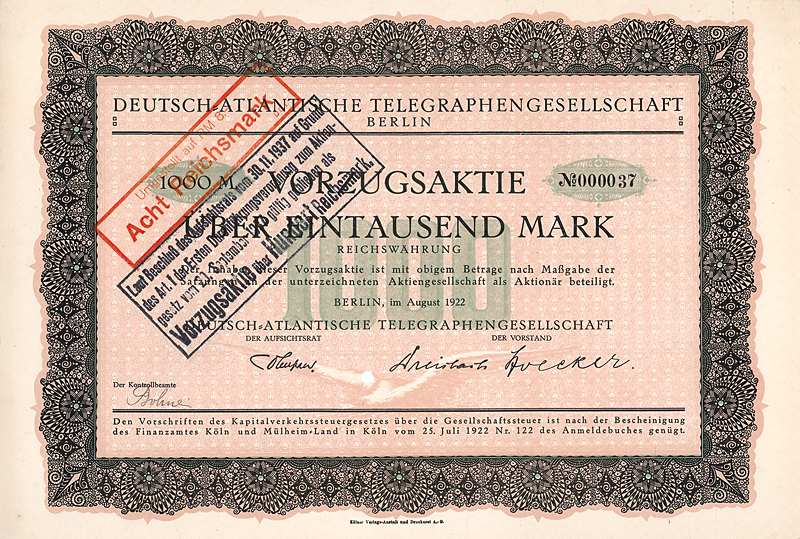
Vorzugsaktie über 1000 Mark der Deutsch-Atlantischen Telegraphengesellschaft vom August 1922

Die Deutsch-Atlantische Telegraphengesellschaft (DAT) war eine Gesellschaft, die Seekabel verlegte, um Telegrafie zwischen dem Deutschen Reich und den Vereinigten Staaten zu ermöglichen. Sie wurde am 21. Februar 1899 gegründet, um ein von ausländischen Betreibern unabhängiges Überseekabel zwischen Emden über die Azoren nach New York zu verlegen.
Den Auftrag erhielt eine Tochter der Kölner Firma Clouth Gummiwerke AG. Das erste Kabel ging am 1. September 1900 in Betrieb. Bereits 1904 wurde wegen wachsendem Verkehrsaufkommen ein zweites Kabel verlegt und in Betrieb genommen. Bei Ausbruch des Ersten Weltkrieges wurde das Kabel durch die Briten unterbrochen; erst im Jahre 1925 ging es wieder in Betrieb. Am 27. Januar 1926 nahm die DAT zwei weitere Kabel zwischen Emden und den Azoren in Betrieb.
Beim Ausbruch des Zweiten Weltkrieges wurden die Kabel der DAT wiederum unterbrochen. Erst im Jahre 1954 konnte der Betrieb wieder aufgenommen werden. Der Firmensitz der DAT wurde bereits 1952 von Emden nach Köln (Hansaring) verlegt. In der Nachkriegszeit waren die Kabelkapazitäten der DAT langfristig vermietet.
Die DAT war 100%ige Tochter des Gerling-Konzerns. Um 1970 wurde bereits in Köln eine Softwarefirma gegründet sowie ein Rechenzentrum in Koblenz übernommen (Gefa). Die Hauptkunden damals waren Gerling Versicherungen (IBM), die Herstatt-Bank (Honeywell Bull) sowie TUI in Hannover.
Da in den 1980er Jahren absehbar war, dass das Kabelgeschäft bald enden würde, begann die Umstrukturierung der DAT. Es wurden verschiedene Firmen (Software-Produkte: rhv, Software-Projekte: AGS, COMPAC) aufgekauft oder neu gegründet (Beratung: INTELDAT, Electronic-Mail: MAXDAT), um eine neue Geschäftsgrundlage zu bilden. In den 1990er Jahren konzentrierte sich die DAT dann auf ihr neues Kerngeschäft Software-Projekte und trennte sich von den anderen Geschäftsbereichen.